# Francis de Croisset

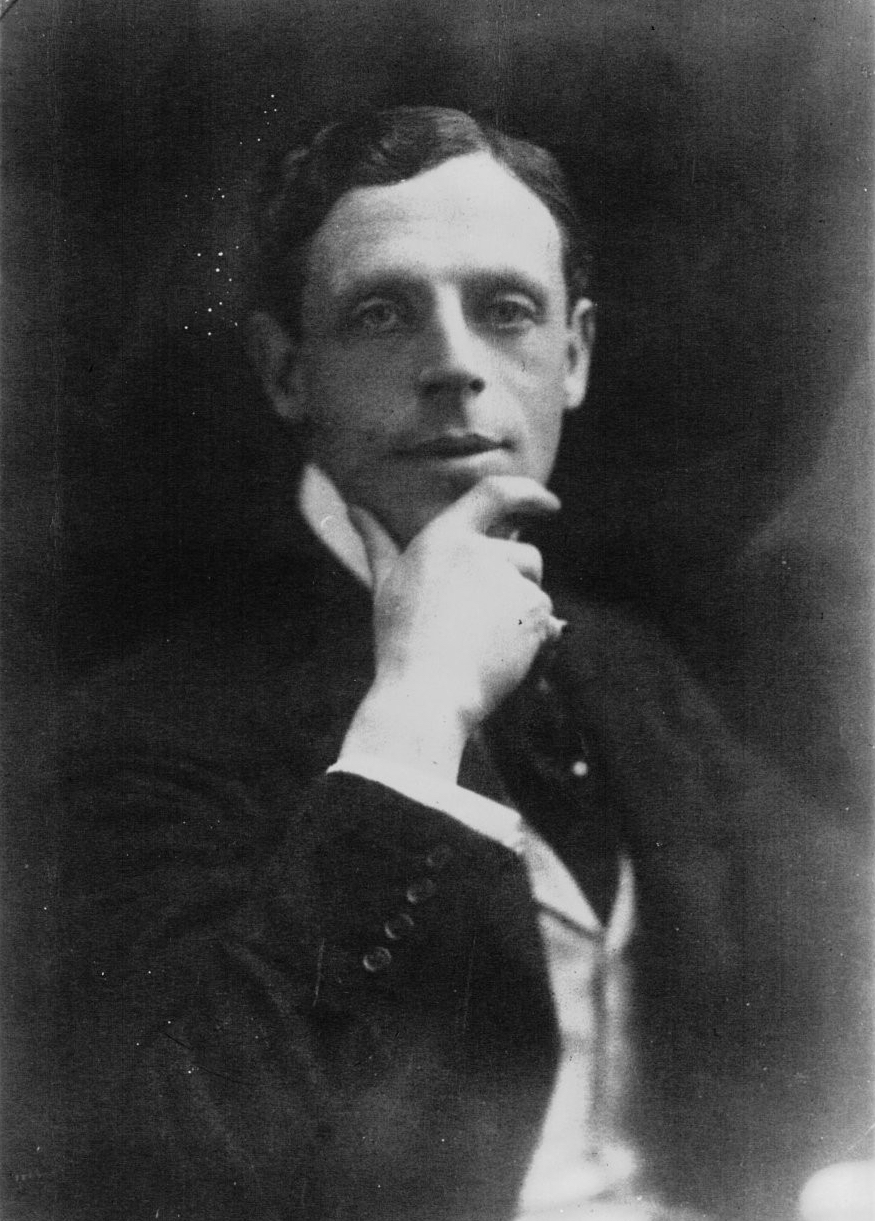
Francis de Croisset

Francis de Croisset, eigentlich Franz Wiener (* 22. Januar 1877 in Saint-Josse-ten-Noode; † 8. November 1937 in Neuilly-sur-Seine) war ein belgisch-französischer Schriftsteller.

## Leben und Werk
Franz Wiener war der Enkel von Jacob Wiener und der Großneffe von  Leopold Wiener sowie der Stiefvater von Marie-Laure de Noailles und der Großvater von Philippe de Montebello. Er wuchs als Sohn einer belgischen Mutter und eines englischen Vaters in Belgien auf, ging aber früh nach Paris, wo er 1898 Gedichte veröffentlichte und journalistisch tätig war. Über den Gedichtband Les Nuits de quinze ans (etwa: Die Nächte eines 15-Jährigen) urteilte Octave Mirbeau im Vorwort, es sei noch kein Meisterwerk, gebe aber zu Hoffnung Anlass.
Ab 1899 wandte er sich dem Theater zu und schrieb allein oder mit anderen (vor allem mit Robert de Flers) zahlreiche Boulevardstücke, die zum Teil auch in Deutschland Erfolg hatten. Daneben schrieb er Libretti für Jules Massenet, Reynaldo Hahn und Marcel Lattès. 1911 erwarb er unter dem offiziellen Namen Wiener de Croisset die französische Staatsangehörigkeit. Croisset wählte er aus Verehrung für Flaubert, der in Croisset (Ortsteil von Canteleu) seine Bücher verfasst hatte. Nach dem Weltkrieg unternahm er zahlreiche Schiffsreisen nach Asien und verarbeitete die Erlebnisse in Romanen. Ab 1912 ließ er in Grasse sein Haus durch Ferdinand Bac zur Villa Croisset ausbauen (1975 zerstört).

## Werke (Auswahl)

### Dichtung
- Les Nuits de quinze ans. Ollendorff, Paris 1898. (Vorwort von Octave Mirbeau)

### Theater (Auswahl)
- (mit Fred de Gresac) La Passerelle (1902)
  - (deutsch) Die Notbrücke. Berlin 1903.
- Le bonheur, mesdames (1905)
- Arsène Lupin (1908)
  - (deutsch) Der Meisterdieb. Komödie in 4 Akten. Schmiedell, Wien 1910.
- Le feu du voisin. Comédie en deux actes (1910)
  - (deutsch) Der erste Beste. Lustspiel in zwei Akten. Wien 1912.
- Le cœur dispose (1912)
- (mit Robert de Flers) Les vignes du Seigneur (1923)
  - (deutsch) Der Weinberg des Herrn. Lustspiel in 3 Akten. In: Französisches Boulevard-Theater. Hrsg. Stephan H. Reiner. Desch, München 1962.
- (mit Robert de Flers) Les nouveaux Messieurs (1925)
  - Film von Jacques Feyder (1928); (deutsch) Die neuen Herren. (1929)
- (mit Robert de Flers) Le docteur Miracle (1926)
- Il était une fois (1932)
  - (deutsch) Das zweite Gesicht. Schauspiel in 3 Akten. Berlin 1933

### Libretti
- (mit Henri Cain) Chérubin. Oper von Jules Massenet (1905)
- (mit Robert de Flers) Ciboulette. Operette von Reynaldo Hahn (1923)
- (mit Robert de Flers) Le diable à Paris. Operette von Marcel Lattès (1886–1943) (1927)

### Romane und Erzählungen
- La Féerie cinghalaise. Ceylon avec les Anglais. Grasset, Paris 1926. (Reisebericht)
- Nous avons fait un beau voyage. Grasset, Paris 1930.
- La dame de Malacca. Grasset, Paris 1935.
  - (deutsch) Die Dame von Malakka. Zürich/Berlin 1939.
- La Côte de jade. Grasset, Paris 1938. 2009. (Indochinareise)